# 9207 Петерсміт
9207 Петерсміт (9207 Petersmith) — астероїд головного поясу, відкритий 29 вересня 1994 року.
Тіссеранів параметр щодо Юпітера — 3,344.